# Liste der Ortschaften im Bezirk Hermagor
Die Liste der Ortschaften im Bezirk Hermagor enthält die Gemeinden und ihre zugehörigen Ortschaften im Kärntner Bezirk Hermagor (in Klammern stehen die Einwohnerzahlen zum Stand 1. Jänner 2025).
- Gemeinde Dellach
  - Dellach (572)
  - Goldberg (18)
  - Gurina (12)
  - Höfling (8)
  - Leifling (137)
  - Monsell (9)
  - Nölbling (109)
  - Rüben (5)
  - Siegelberg (0)
  - St. Daniel (276)
  - Stollwitz (34)
  - Wieserberg (5)

- Gemeinde Gitschtal
  - Brunn (2)
  - Golz (5)
  - Jadersdorf (175)
  - Langwiesen (6)
  - Lassendorf (71)
  - Leditz (9)
  - Regitt (21)
  - St. Lorenzen im Gitschtal (253)
  - Weißbriach (683)
  - Wulzentratten (3)

- Gemeinde Hermagor-Pressegger See
  - Achleiten (3)
  - Aigen (1)
  - Bergl (29)
  - Braunitzen (6)
  - Brugg (19)
  - Burgstall (7)
  - Danz (23)
  - Dellach (78)
  - Egg (140)
  - Eggforst (11)
  - Förolach (194)
  - Fritzendorf (58)
  - Görtschach (148)
  - Götzing (14)
  - Grafenau (0)
  - Grünburg (79)
  - Guggenberg (31)
  - Hermagor (1551)
  - Jenig (153)
  - Kameritsch (57)
  - Khünburg (219)
  - Kleinbergl (32)
  - Kraschach (60)
  - Kraß (21)
  - Kreuth ob Mellweg (50)
  - Kreuth ob Möschach (14)
  - Kreuth ob Rattendorf (75)
  - Kühweg (177)
  - Kühwegboden (199)
  - Latschach (81)
  - Liesch (2)
  - Mellach (33)
  - Mellweg (53)
  - Micheldorf (156)
  - Mitschig (72)
  - Möderndorf (138)
  - Nampolach (21)
  - Neudorf (286)
  - Neuprießenegg (32)
  - Obermöschach (47)
  - Obervellach (209)
  - Paßriach (146)
  - Podlanig (41)
  - Postran (122)
  - Potschach (48)
  - Presseggen (234)
  - Presseggersee (124)
  - Radnig (225)
  - Radnigforst (8)
  - Rattendorf (313)
  - Schinzengraben (27)
  - Schlanitzen (37)
  - Schmidt (1)
  - Siebenbrünn (2)
  - Sonnenalpe Nassfeld (44)
  - Sonnleitn (26)
  - Süßenberg (22)
  - Toschehof (0)
  - Tröpolach (444)
  - Untermöschach (44)
  - Untervellach (253)
  - Watschig (123)
  - Wittenig (42)
  - Zuchen (0)

- Gemeinde Kirchbach
  - Anraun (1)
  - Bodenmühl (6)
  - Forst (29)
  - Goderschach (57)
  - Grafendorf (544)
  - Griminitzen (37)
  - Gundersheim (263)
  - Hochwart (16)
  - Katlingberg (3)
  - Kirchbach (512)
  - Krieben (2)
  - Lenzhof (11)
  - Oberbuchach (18)
  - Oberdöbernitzen (45)
  - Rauth (7)
  - Reisach (339)
  - Reißkofelbad (2)
  - Rinsenegg (3)
  - Schimanberg (22)
  - Schmalzgrube (12)
  - Schönboden (5)
  - Staudachberg (7)
  - Stöfflerberg (14)
  - Stranig (89)
  - Tramun (8)
  - Treßdorf (185)
  - Unterbuchach (6)
  - Unterdöbernitzen (19)
  - Waidegg (206)
  - Wassertheurerberg (5)
  - Welzberg (5)

- Gemeinde Kötschach-Mauthen
  - Aigen (14)
  - Buchach (6)
  - Dobra (3)
  - Dolling (8)
  - Gailberg (8)
  - Gentschach (13)
  - Gratzhof (9)
  - Höfling (22)
  - Kosta (10)
  - Kötschach (1528)
  - Kreuth (60)
  - Kreuzberg (12)
  - Krieghof (7)
  - Kronhof (15)
  - Laas (249)
  - Lanz (9)
  - Mahlbach (8)
  - Mandorf (20)
  - Mauthen (725)
  - Nischlwitz (10)
  - Passau (2)
  - Plöcken (0)
  - Plon (13)
  - Podlanig (30)
  - Sittmoos (14)
  - St. Jakob im Lesachtal (72)
  - Strajach (82)
  - Weidenburg (50)
  - Wetzmann (21)
  - Würda (0)
  - Würmlach (300)

- Gemeinde Lesachtal
  - Assing (3)
  - Birnbaum (66)
  - Durnthal (7)
  - Egg (12)
  - Frohn (26)
  - Guggenberg (18)
  - Klebas (101)
  - Kornat (75)
  - Ladstatt (15)
  - Liesing (107)
  - Maria Luggau (174)
  - Mattling (17)
  - Moos (15)
  - Niedergail (27)
  - Nostra (33)
  - Obergail (60)
  - Oberring (25)
  - Pallas (12)
  - Promeggen (12)
  - Raut (22)
  - Rüben (12)
  - Salach (1)
  - St. Lorenzen im Lesachtal (283)
  - Stabenthein (9)
  - Sterzen (12)
  - Tiefenbach (8)
  - Tscheltsch (35)
  - Tuffbad (6)
  - Wiesen (23)
  - Wodmaier (33)
  - Xaveriberg (25)
- Gemeinde St. Stefan an der Gail
  - Bach (58)
  - Bichlhof (18)
  - Bodenhof (6)
  - Dragantschach (55)
  - Edling (76)
  - Hadersdorf (76)
  - Karnitzen (54)
  - Köstendorf (196)
  - Latschach (18)
  - Matschiedl (110)
  - Nieselach (7)
  - Pölland (7)
  - Pörtschach (29)
  - Schinzengraben (11)
  - Schmölzing (99)
  - St. Paul an der Gail (90)
  - St. Stefan an der Gail (116)
  - Sussawitsch (118)
  - Tratten (71)
  - Vorderberg (336)